# Jorge Monteiro Coroado
Jorge Monteiro Coroado (Carnaxide, 1956. március 23. –) portugál nemzetközi labdarúgó-játékvezető, újságíró, televíziós kommentátor.

## Pályafutása

### Nemzeti játékvezetés
A játékvezetői vizsgát 1975-ben szerezte meg. Pályafutása során hazája legfelső szintű labdarúgó-bajnokságának játékvezetője lett. Az aktív nemzeti játékvezetéstől 2001-ben vonult vissza.

### Nemzetközi játékvezetés
A Portugál labdarúgó-szövetség Játékvezető Bizottsága (JB) 1991-ben terjesztette fel nemzetközi játékvezetőnek, a Nemzetközi Labdarúgó-szövetség (FIFA) bíróinak keretébe. Több nemzetek közötti válogatott és klubmérkőzést vezetett. A portugál nemzetközi játékvezetők rangsorában, a világbajnokság-Európa-bajnokság sorrendjében többedmagával a 6. helyet foglalja el 7 találkozó szolgálatával. Az aktív nemzetközi játékvezetéstől 2001-ben a FIFA 45 éves korhatárát elérve búcsúzott. Válogatott mérkőzéseinek száma: 9.

#### Világbajnokság
A világbajnoki döntőhöz vezető úton Egyesült Államokba a XV., az 1994-es labdarúgó-világbajnokságra és Franciaországba a XVI., az 1998-as labdarúgó-világbajnokságra a FIFA JB bíróként alkalmazta.

##### 1994-es labdarúgó-világbajnokság
| Időpont             | Helyszín                     | Mérkőzés típusa           | Mérkőzés              | Eredmény | Nézők száma |
| ------------------- | ---------------------------- | ------------------------- | --------------------- | -------- | ----------- |
| 1992. szeptember 9. | Ninian Park Stadion, Cardiff | előselejtező (4. csoport) | Wales–Feröer-szigetek | 6 : 0    | 7 000       |
| 1993. május 20.     | Neie Stadion, Luxembourg     | előselejtező (5. csoport) | Luxemburg–Izland      | 1 : 1    | 1 965       |

##### 1998-as labdarúgó-világbajnokság
| Időpont             | Helyszín                          | Mérkőzés típusa           | Mérkőzés          | Eredmény | Nézők száma |
| ------------------- | --------------------------------- | ------------------------- | ----------------- | -------- | ----------- |
| 1996. november 9.   | Boris Paichadze Stadion, Tbiliszi | előselejtező (2. csoport) | Grúzia–Anglia     | 0 : 2    | 48 000      |
| 1997. augusztus 20. | Lansdowne Road Stadion, Dublin    | előselejtező (8. csoport) | Írország–Litvánia | 0 : 0    | 32 620      |

#### Európa-bajnokság
Az európai-labdarúgó torna döntőjéhez vezető úton Angliába a X., az 1996-os labdarúgó-Európa-bajnokságra és Belgiumba és Hollandiába a XI., a 2000-es labdarúgó-Európa-bajnokságra az UEFA JB játékvezetőként foglalkoztatta.

##### 1996-os labdarúgó-Európa-bajnokság
| Időpont           | Helyszín                  | Mérkőzés típusa           | Mérkőzés                | Eredmény | Nézők száma |
| ----------------- | ------------------------- | ------------------------- | ----------------------- | -------- | ----------- |
| 1994. október 12. | Nemzeti Stadion, Ta’ Qali | előselejtező (5. csoport) | Málta–Csehország        | 0 : 0    | 3 088       |
| 1995. október 11. | Tehelne Stadion, Pozsony  | előselejtező (1. csoport) | Szlovákia–Lengyelország | 4 : 1    | 11 653      |

##### 2000-es labdarúgó-Európa-bajnokság
| Időpont         | Helyszín                | Mérkőzés típusa           | Mérkőzés            | Eredmény | Nézők száma |
| --------------- | ----------------------- | ------------------------- | ------------------- | -------- | ----------- |
| 1999. június 4. | Bay Stadion, Leverkusen | előselejtező (3. csoport) | Németország–Moldova | 6 : 1    | 21 000      |

#### Nemzetközi kupamérkőzések

##### UEFA-kupa
| Időpont           | Helyszín                            | Mérkőzés típusa    | Mérkőzés                    | Eredmény |
| ----------------- | ----------------------------------- | ------------------ | --------------------------- | -------- |
| 1993. október 20. | Achter de Kazerne Stadion, Mechelen | selejtező (2. kör) | KV Mechelen–MTK Budapest FC | 5 : 0    |